# Malgorou
Malgorou ist ein Dorf in der Landgemeinde Yélou in Niger.

## Geographie

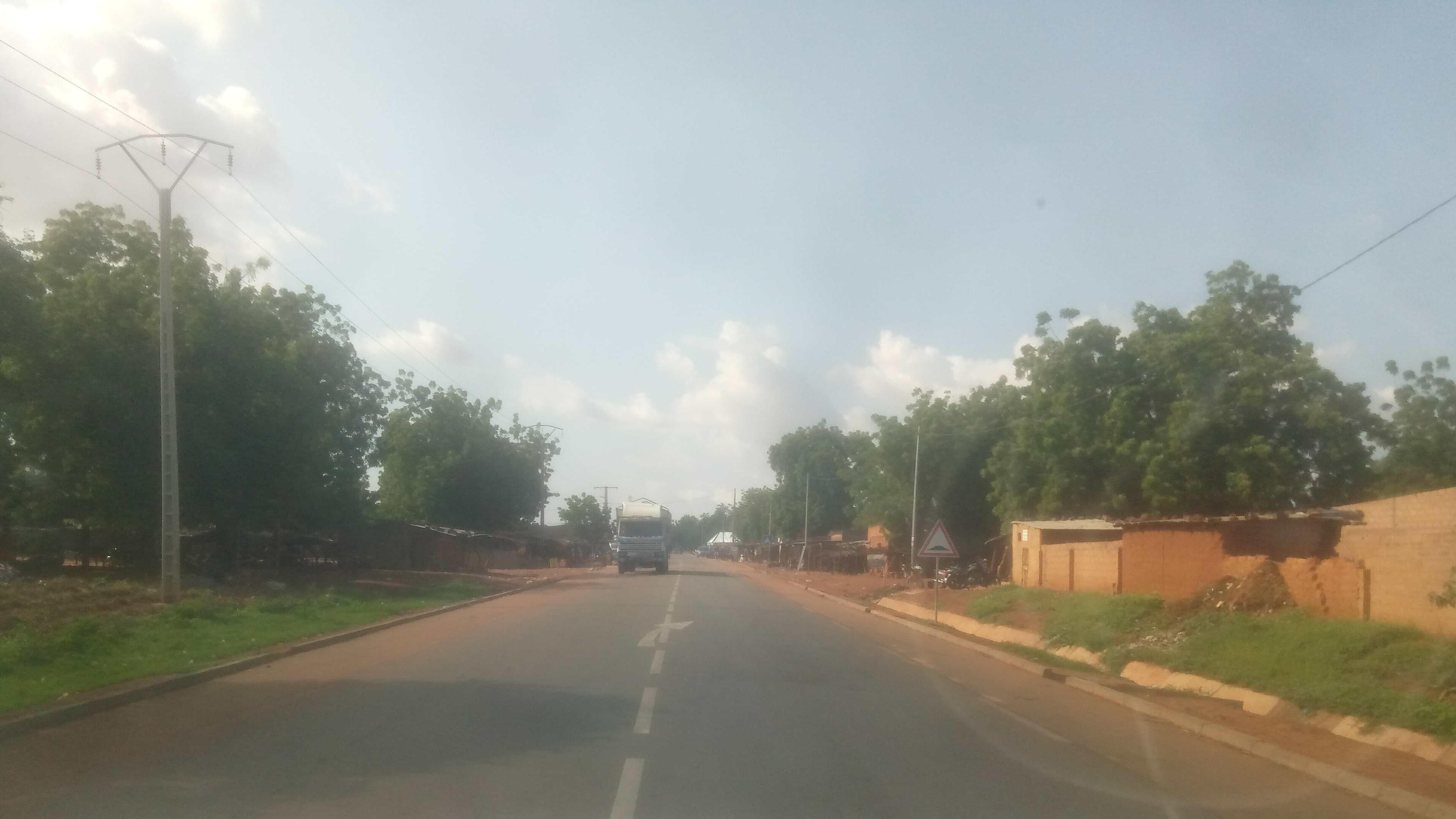
Nationalstraße 7 in Malgorou (2023)

Das von einem traditionellen Ortsvorsteher (chef traditionnel) geleitete Dorf liegt am Rand des periodisch wasserführenden Trockentals Dallol Foga in der Landschaft Dendi. Malgorou befindet sich etwa 15 Kilometer Luftlinie südwestlich des Dorfs Yélou, dem Hauptort der gleichnamigen Landgemeinde, die zum Departement Gaya in der Region Dosso gehört.
Es herrscht das Klima der Sudanzone vor, mit einer durchschnittlichen jährlichen Niederschlagshöhe zwischen 600 und 700 mm. Im Ort wurde die Schlangenart Weißbauch-Sandrasselotter (Echis leucogaster) beobachtet.

## Geschichte
Bei Untersuchungen im Jahr 1984 wurde bei Kindern im Ort ein Befall mit Saugwürmer-Arten festgestellt: Die Prävalenz bei Schistosoma haematobium unter den 10- bis 13-Jährigen betrug 8,5 Prozent und die Prävalenz bei Schistosoma mansoni unter den 5- bis 14-Jährigen belief sich auf 2,1 Prozent. Die Schweizer Direktion für Entwicklung und Zusammenarbeit finanzierte 1997 die Befestigung der Nationalstraße durch Malgorou, die Sanierung der Verbindungsstraße zum Gemeindehauptort und die Markierung von zwei nördlich und südlich des Ortes verlaufenden Korridoren für die Viehwanderung.

## Bevölkerung
Bei der Volkszählung 2012 hatte Malgorou 5115 Einwohner, die in 759 Haushalten lebten. Bei der Volkszählung 2001 betrug die Einwohnerzahl 3544 in 459 Haushalten und bei der Volkszählung 1988 belief sich die Einwohnerzahl auf 3005 in 452 Haushalten.

## Wirtschaft und Infrastruktur
Durch das Dorf verläuft die 156,4 Kilometer lange asphaltierte Nationalstraße 7 zwischen der Regionalhauptstadt Dosso und der Staatsgrenze zu Benin. In Malgorou zweigt die 39,4 Kilometer lange und nach Guéza Bissala führende Landstraße RR3-002 von der Nationalstraße 7 ab. Im Dorf wird ein Viehmarkt abgehalten. Der Markttag ist Samstag. Malgorou ist darüber hinaus ein regional bedeutendes Handelszentrum für Erdnüsse, Getreide und Zuckerrohr. Neben der Lage an der Nationalstraße 7 ist vor allem ein Wegenetz rund um das Dorf von Vorteil, das die Anlieferung von landwirtschaftlichen Erzeugnissen aus der Umgebung ermöglicht. Am Ufer des Trockentals direkt beim Dorf wird Obst angebaut. Mit einem Centre de Santé Intégré (CSI) ist ein Gesundheitszentrum vorhanden. Der CEG Malgorou ist eine Schule der Sekundarstufe des Typs Collège d’Enseignement Général.

## Persönlichkeiten
- Yahaya Chaibou (* 1960), Beamter und Politiker